# Félix Prunelle
Félix Prunelle est un homme politique français né le 24 août 1770 à Vienne (Isère) et décédé le 6 mars 1848 à Vienne.
Viticulteur, maire de Condrieu et conseiller général sous le Premier Empire, il est député de l'Isère de 1820 à 1823, siégeant dans la majorité soutenant les gouvernements de la Restauration.

## Sources
- « Félix Prunelle », dans Adolphe Robert et Gaston Cougny, Dictionnaire des parlementaires français, Edgar Bourloton, 1889-1891 [détail de l’édition]